# Station Plzeň hlavní nádraží
Station Plzeň hlavní nádraží (Pilsen hoofdstation) is het belangrijkste spoorwegstation van de Tsjechische stad Pilsen. Onder andere de spoorverbinding van Praag met Neurenberg verloopt via het hoofdstation van Pilsen.

## Treinverkeer
De volgende spoorverbindingen gaan vanaf/naar het station Plzeň hlavní nádraží:
- lijn 160: Pilsen - Station Žatec západ (verder naar Žatec)
- lijn 170: Pilsen - Beroun (verder naar Praag)
- lijn 170: Pilsen - Cheb (verder naar Neurenberg)
- lijn 180: Pilsen - Domažlice - Česká Kubice (verder naar Regensburg)
- lijn 183: Pilsen - Klatovy - Železná Ruda (verder naar Deggendorf)
- lijn 190: Pilsen - České Budějovice (verder naar Linz)

Beroun ↔ Beroun-Králův Dvůr ↔ Beroun-Popovice ↔ Zdice ↔ Stašov ↔ Praskolesy ↔ Hořovice ↔ Cerhovice ↔ Zbiroh ↔ Kařízek ↔ Mýto ↔ Holoubkov ↔ Svojkovice ↔ Rokycany ↔ Klabava ↔ Ejpovice ↔ Dýšina ↔ Chrást u Plzně ↔ Plzeň-Doubravka ↔ Plzeň hlavní nádraží - Plzeň-Jižní Předměstí ↔ Plzeň-Zadní Skvrňany ↔ Plzeň-Křimice ↔ Vochov ↔ Kozolupy ↔ Plešnice ↔ Pňovany zastávka ↔ Pňovany ↔ Sulislav ↔ Vranov u Stříbra ↔ Stříbro ↔ Milíkov ↔ Svojšín ↔ Ošelín ↔ Pavlovice ↔ Brod nad Tichou ↔ Planá u Mariánských Lázní ↔ Chodová Planá ↔ Mariánské Lázně ↔ Valy u Mariánských Lázní - Lázně Kynžvart - Dolní Žandov - Salajna - Lipová u Chebu - Stebnice - Všeboř - Cheb